# Kawagoe

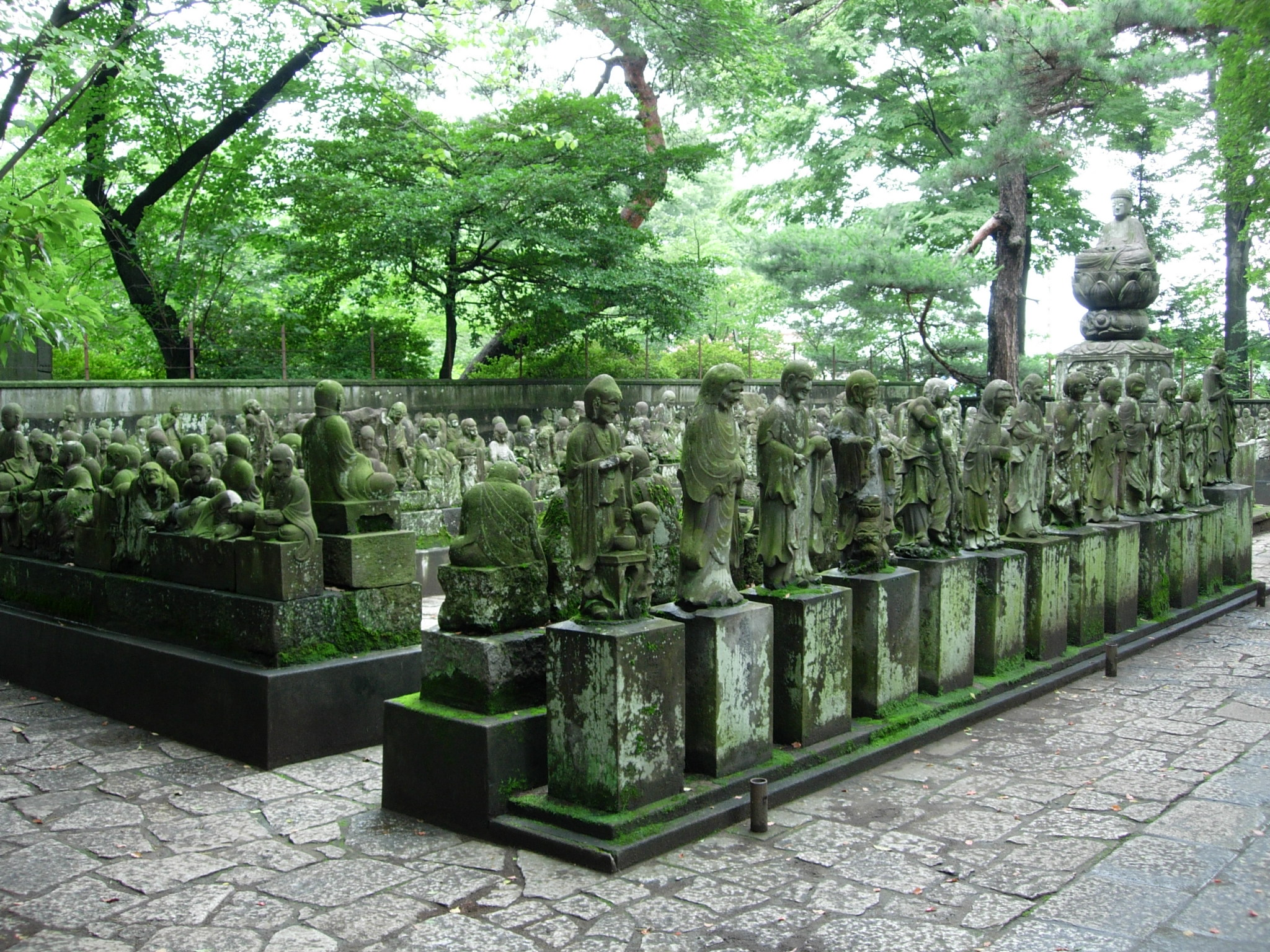
Statuen von Gohyaku Rakan im Tempel Kita-in

Kawagoe (japanisch 川越市, -shi) ist eine japanische Stadt in der Präfektur Saitama etwa 30 Zugminuten von Tokio entfernt.

## Geschichte
Kawagoe, in der Edo-Zeit Fürstensitz des gleichnamigen Lehens, war nach der Abschaffung der Lehen 1871 zunächst Verwaltungssitz der kurzlebigen Präfektur Iruma, die den Südwesten des späteren Saitama umfasste.
1879 wurde in Kawagoe die gemeinsame Kreisverwaltung der (später fusionierten) Landkreise Iruma und Koma eingerichtet. Bei der Einführung moderner Kommunalordnungen 1889 wurde Kawagoe kreisangehörige Stadt (machi) im Kreis Iruma.
Kawagoe wurde am 1. Dezember 1922 zur Shi ernannt.

## Sehenswürdigkeiten
Kawagoe ist auch unter dem Namen Klein-Edo oder Koedo (小江戸) nach dem alten Namen für Tokio bekannt. Wichtige Sehenswürdigkeiten sind der Glockenturm Tokinokane und der Tempel Kita-in.
Die Burg Kawagoe wurde im Jahr 1457 von Oda Doshin und seinem berühmten Sohn Dokan im Auftrag von Uesugi Mochitomo gebaut. Als Tokugawa Ieyasu im Jahr 1590 die Kanto-Region eroberte, wurde das Lehen Kawagoe-han gegründet. Kawagoe wurde zur militärischen Basis zur Verteidigung von Edo ausgebaut und galt gleichzeitig als wirtschaftliche Basis für den Transport von Nahrungsmitteln und anderen Gütern nach Edo.

## Wirtschaft
Kawagoe ist bekannt für verschiedene meist Süßkartoffelprodukte, unter anderem ein Süßkartoffelbier, welches in der hiesigen Brauerei gebraut wird. Neben einer Reihe traditioneller Handwerksbetriebe haben sich auch zahlreiche Hersteller der Unterhaltungs- und Industrieelektronik in der Stadt angesiedelt. Außer mehreren landwirtschaftlichen Betrieben findet man auch Hersteller der Pharma- und Kosmetikindustrie sowie einige Zulieferfirmen für Kraftfahrzeuge.

## Verkehr

### Straße
- Kan’etsu-Autobahn: nach Niigata
- Nationalstraße 16: nach Chiba, Ichihara, Hachioji und Yokosuka
- Nationalstraße 254: nach Tokio

### Zug
- Tōbu Tōjō-Hauptlinie: Bahnhof Kasumigaseki, Bahnhof Kawagoeshi, Bahnhof Kawagoe, Bahnhof Shingashi
- Kawagoe-Linie: Bahnhof Kasahata, Bahnhof Matoba, Bahnhof Nishi-Kawagoe (West-Kawagoe), Bahnhof Kawagoe, Bahnhof Minami-Furuya (Süd-Furuya)
- Seibu Shinjuku-Linie: Bahnhof Hon-Kawagoe, Bahnhof Minami-Otsuka (Süd-Otsuka)

## Angrenzende Städte und Gemeinden
- Saitama
- Tokorozawa
- Ageo
- Sayama
- Sakado
- Fujimino
- Tsurugashima
- Hidaka
- Kawajima
- Miyoshi

## Städtepartnerschaften
- Offenbach am Main, seit 1983[2]
- Salem, seit 1986
- Autun seit 2002

## Persönlichkeiten
- Omoda Seiju (1891–1933), Maler
- Eiko Hanamura (1929–2020), Mangaka
- Hideo Hosono (* 1953), Physiker
- Takahisa Kitahara (* 1990), Fußballspieler
- Takuya Ogiwara (* 1999), Fußballspieler
- Konomi Kai (* 1993), Weitspringerin
- Noboru Shimura (* 1993), Fußballspieler

## Einzelnachweise

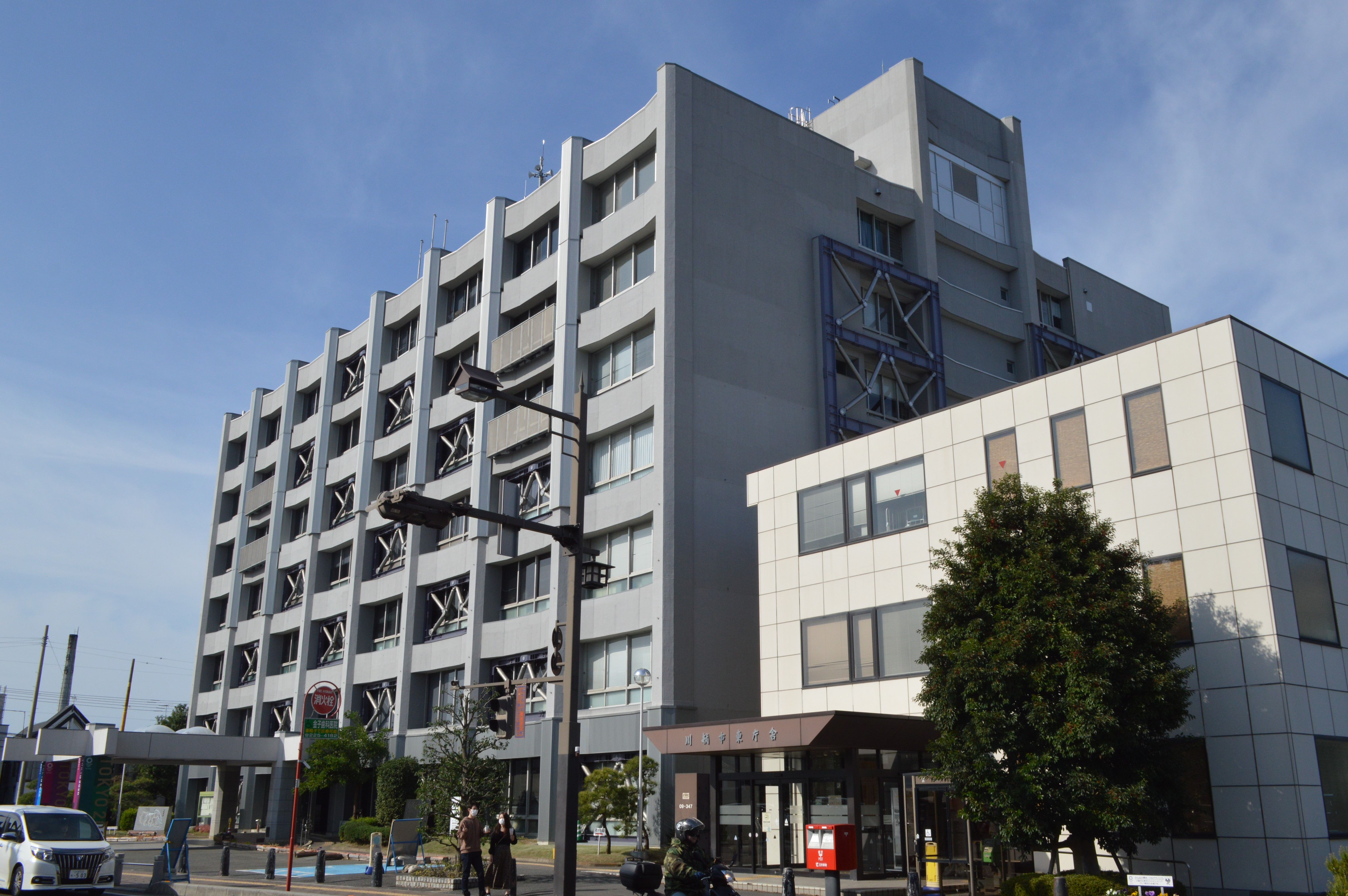
Rathaus von Kawagoe